# Inferno Metal Festival
L'Inferno Metal Festival è un festival estivo che si svolge annualmente ad Oslo, Norvegia, rivolto verso i generi più estremi del heavy metal come il black metal, il death metal, il viking metal e il folk metal.
Caratteristica dell'Inferno Metal Festival è che oltre alla musica dal vivo, il festival è arricchito da convention e incontri (sempre su temi musicali) che si svolgono, così come i concerti, anche al di fuori della location principale del festival coinvolgendo diversi locali e club della città di Oslo.

## 2001, 13-14 aprile
Rockefeller
| Venerdì                                         | Sabato                                               |
| ----------------------------------------------- | ---------------------------------------------------- |
| Enslaved Peccatum Trail of Tears Gehenna Zyklon | Borknagar Cadaver Inc Pain Susperia M-Eternal Zeenon |

John Dee
| Venerdì                                                      | Sabato                                                    |
| ------------------------------------------------------------ | --------------------------------------------------------- |
| Hades Almighty Bloodthorn Crest of Darkness Cybele Audiopain | Red Harvest Farout Fishing Burning Rubber Ram-Zet Tidfall |

## 2002, 29-30 marzo
Rockefeller
| Venerdì                                                                  | Sabato                                                               |
| ------------------------------------------------------------------------ | -------------------------------------------------------------------- |
| Dimmu Borgir Behemoth Aeternus Carpathian Forest Scariot Nocturnal Breed | Witchery Agressor Lock Up Vintersorg Blood Red Throne Source of Tide |

John Dee
| Venerdì                                            | Sabato                                        |
| -------------------------------------------------- | --------------------------------------------- |
| 1349 Windir Minas Tirith Eternal Silence Zection 8 | We Lost in Time Lowdown Manatark Black Comedy |

## 2003, 17-19 aprile
Rockefeller
| Giovedì                                    | Venerdì                                     | Sabato                                                  |
| ------------------------------------------ | ------------------------------------------- | ------------------------------------------------------- |
| The Kovenant Vader Entombed Belphegor 1349 | Immortal Opeth Red Harvest Ragnarok Sirenia | Necrophagia Children of Bodom Cadaver Soilwork Exmortem |

John Dee
| Giovedì                                              | Venerdì                                    | Sabato                                                       |
| ---------------------------------------------------- | ------------------------------------------ | ------------------------------------------------------------ |
| Taake Perished Grand Alchemist Lost at Last Alsvartr | Runemagick Audiopain N.C.O Lumsk Koldbrann | Madder Mortem Raise Hell Shadows Fall The Allseeing I Deride |

## 2004, 8-10 aprile
Rockefeller
| Giovedì                                               | Venerdì                                 | Sabato                                        |
| ----------------------------------------------------- | --------------------------------------- | --------------------------------------------- |
| My Dying Bride Gorgoroth Konkhra Khold Rotting Christ | Sadus Enslaved Zyklon Susperia Aeternus | Mayhem Holy Moses Aborym Decapitated Disiplin |

John Dee
| Giovedì                                              | Venerdì                                    | Sabato                                       |
| ---------------------------------------------------- | ------------------------------------------ | -------------------------------------------- |
| Mercenary Hel Manifest Dimension F3h Maze of Torment | Àsmegin Manes Pawnshop Sinners Bleed Tonka | Myrkskog Defiled Forgery MindGrinder Urgehal |

## 2005, 24-26 marzo
Rockefeller
| Giovedì                                               | Venerdì                                      | Sabato                                              |
| ----------------------------------------------------- | -------------------------------------------- | --------------------------------------------------- |
| Morbid Angel Amon Amarth Lamented Souls Mortiis Chton | Candlemass Arcturus Aura Noir Grimfist Vreid | Dissection Gehenna Green Carnation Grave Nattefrost |

John Dee
| Giovedì                                                | Venerdì                                         | Sabato                                              |
| ------------------------------------------------------ | ----------------------------------------------- | --------------------------------------------------- |
| Hatesphere Horricane Gorelord Nebular Mystic Taakeferd | Seth Zeenon Deceiver She Said Destroy Slogstorm | Sunn0))) Tsjuder Naer Mataron Obliteration Goatlord |

## 2006, 13-15 aprile
Rockefeller
| Giovedì                                                    | Venerdì                                             | Sabato                                          |
| ---------------------------------------------------------- | --------------------------------------------------- | ----------------------------------------------- |
| Usurper Carpathian Forest Khold Nightrage Keep of Kalessin | Emperor Borknagar Dismember Susperia System:Obscure | Cathedral Marduk Bolt Thrower Myrkskog Disiplin |

John Dee
| Giovedì                                         | Venerdì                                        | Sabato                                     |
| ----------------------------------------------- | ---------------------------------------------- | ------------------------------------------ |
| Sahg The Deviant Demonizer Waklewören Imbalance | Bloodthorn Endstille Manngard Funeral Rimfrost | Witchcraft Battered Face Down Vesen Legion |

## 2007, 5-7 aprile
Rockefeller
| Giovedì                                                           | Venerdì                                           | Sabato                                              |
| ----------------------------------------------------------------- | ------------------------------------------------- | --------------------------------------------------- |
| Suffocation Zyklon Primordial Trinacria Norwegian Metal All-Stars | Immortal Moonspell Sigh God Dethroned Red Harvest | Sodom Tiamat Dark Funeral Dødheimsgard Brutal Truth |

John Dee
| Giovedì                                           | Venerdì                                                                         | Sabato                                                         |
| ------------------------------------------------- | ------------------------------------------------------------------------------- | -------------------------------------------------------------- |
| Watain Paradigma Unspoken Karkadan Fatal Demeanor | Hecate Enthroned Legion of the Damned Rotten Sound Ground Zero System Ravencult | Anaal Nathrakh Koldbrann Blood Tsunami Resurrected Lobotomized |

## 2011, 20-23 aprile
| April 20   |          |                                                 |                                   |                              |                                 |                                                 |                             |
| Rockfeller | John Dee | Elm Street (club)                               | Victoria (club)                   | Revolver (club)              | Rock In (club)                  | Blå (club)                                      | Unholy (club)               |
| -          | -        | Rikets Crust Hideous Divinity Cease Of Breeding | Altaar Dornenreich From Purgatory | Okultokrati Summon The Crows | March Of Echoes Resonaut Alcest | Rotten Sound Trap Them Gaza The Kandidate Haust | Caro The Farmhouse Killings |

| 21 aprile                                      |                                                |                   |                 |                 |                |            |               |
| Rockfeller                                     | John Dee                                       | Elm Street (club) | Victoria (club) | Revolver (club) | Rock In (club) | Blå (club) | Unholy (club) |
| Forbidden Aura Noir DHG Gothminister Akercocke | Voivod Nidingr Harm Bhayanak Maut Infernal War | -                 | -               | -               | -              | -          | -             |

| 22 aprile                            |                                                             |                   |                 |                 |                |            |               |
| Rockfeller                           | John Dee                                                    | Elm Street (club) | Victoria (club) | Revolver (club) | Rock In (club) | Blå (club) | Unholy (club) |
| Immortal Atheist Soilent Green Djerv | Exhumed Ava Inferi Today Is The Day Astaroth Temple Of Baal | -                 | -               | -               | -              | -          | -             |

| 22 aprile                                                    |                                                      |                   |                 |                 |                |            |               |
| Rockfeller                                                   | John Dee                                             | Elm Street (club) | Victoria (club) | Revolver (club) | Rock In (club) | Blå (club) | Unholy (club) |
| Meshuggah Napalm Death Pentagram Malvolent Creation Manifest | Urgehal Illdisposed No Dawn Imperium Dekadenz Slavia | -                 | -               | -               | -              | -          | -             |